# Ingeborg-Bachmann-Preis 2019

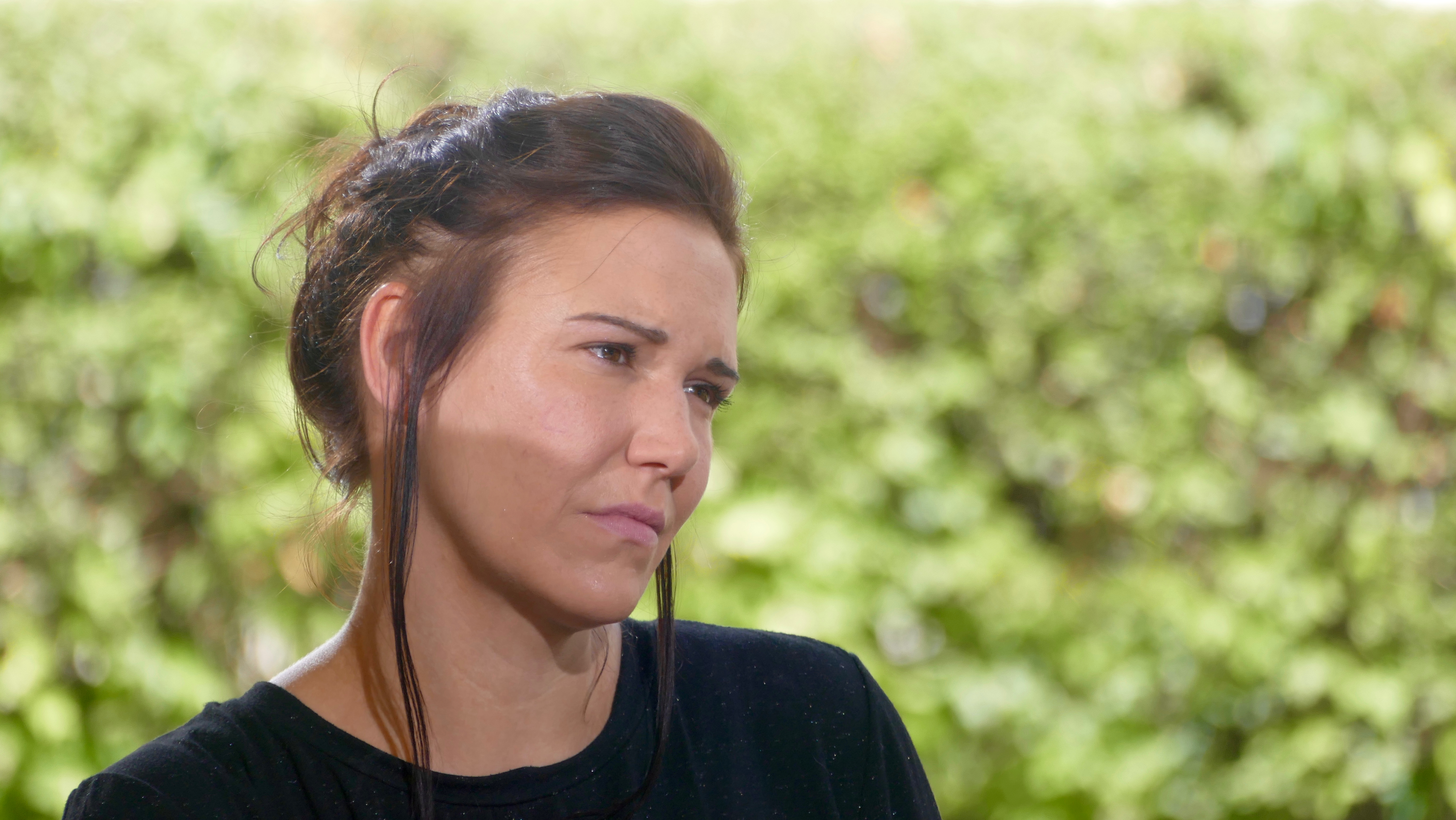
Birgit Birnbacher, Trägerin des Ingeborg-Bachmann-Preises 2019

Der Ingeborg-Bachmann-Preis 2019 ist der 43. Wettbewerb um den Literaturpreis im Rahmen der Tage der deutschsprachigen Literatur. Die Veranstaltung fand vom 26. bis 30. Juni 2019 im Klagenfurter ORF-Theater des Landesstudios Kärnten statt. Am 9. Mai 2019 wurden die Autoren bekanntgegeben, die in Klagenfurt im Hauptwettbewerb lesen sollen. Sechs Teilnehmer kamen aus Österreich, fünf aus Deutschland und drei aus der Schweiz. Die 20. Klagenfurter Rede zur Literatur hielt Clemens J. Setz, der 2008 in Klagenfurt mit dem Ernst-Willner-Preis ausgezeichnet wurde, unter dem Titel „Kayfabe und Literatur“.

## Autoren

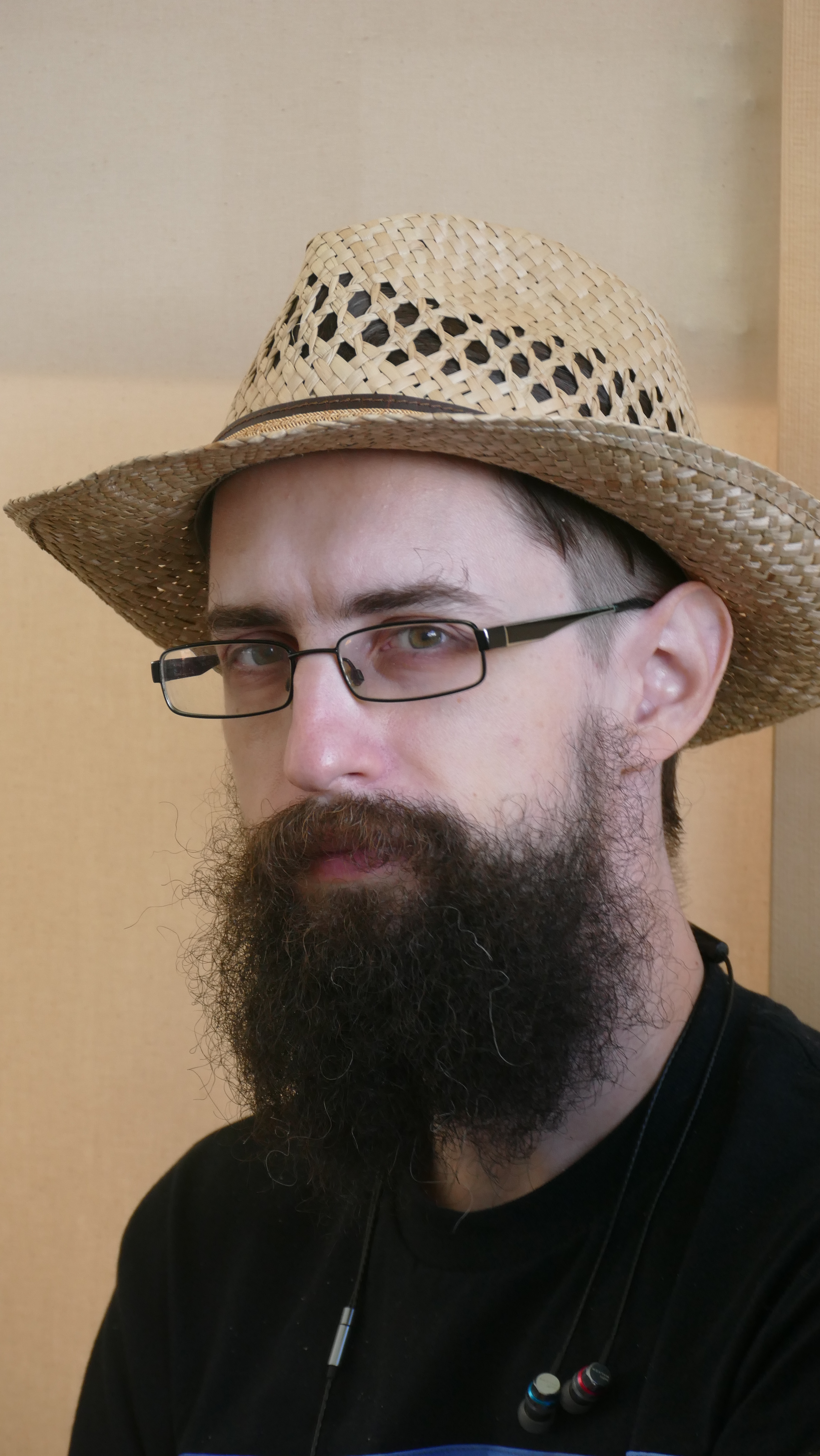
Clemens J. Setz hielt die Rede zur Literatur

Die Auslosung der Lesereihenfolge erfolgte am 26. Juni 2019. Erstmals in der 43-jährigen Geschichte waren beim Klagenfurter Wettlesen mehr Frauen als Männer vertreten.

### Erster Lesetag
- Katharina Schultens, Deutschland, Urmünder, eingeladen von Insa Wilke
- Sarah Wipauer, Österreich, Raumstation Hirschstetten, eingeladen von Klaus Kastberger
- Silvia Tschui, Schweiz, Auszug aus dem Roman Der Wod, eingeladen von Nora Gomringer
- Julia Jost, Österreich, Unweit vom Schakaltal, eingeladen von Klaus Kastberger
- Andrea Gerster, Schweiz, Das kann ich, eingeladen von Hildegard E. Keller

### Zweiter Lesetag
- Yannic Han Biao Federer, Deutschland, Kenn ich nicht, eingeladen von Hildegard E. Keller
- Ronya Othmann, Deutschland, Vierundsiebzig, eingeladen von Insa Wilke
- Birgit Birnbacher, Österreich, Der Schrank, eingeladen von Stefan Gmünder
- Daniel Heitzler, Deutschland, Der Fluch, eingeladen von Hubert Winkels
- Tom Kummer, Schweiz, Von schlechten Eltern, eingeladen von Michael Wiederstein

### Dritter Lesetag
- Ines Birkhan, Österreich, Romanauszug abspenstig, eingeladen von Nora Gomringer
- Leander Fischer, Österreich, Nymphenverzeichnis Muster Nummer eins Goldkopf, eingeladen von Hubert Winkels
- Lukas Meschik, Österreich, Mein Vater ist ein Baum, eingeladen von Stefan Gmünder
- Martin Beyer, Deutschland, Und ich war da, eingeladen von Michael Wiederstein

## Juroren
Die Jury blieb gegenüber dem Vorjahr unverändert.
- Hubert Winkels (Juryvorsitz seit 2015)
- Stefan Gmünder
- Nora Gomringer
- Klaus Kastberger
- Hildegard Elisabeth Keller
- Michael Wiederstein
- Insa Wilke

## Preise
Am 29. Juni 2019 wurde online für den Publikumspreis abgestimmt. Am 30. Juni 2019 gab die Jury eine sieben Namen umfassende Shortlist bekannt, aus deren Kreis anschließend in öffentlicher Abstimmung die Preise vergeben wurden. Auf der Shortlist befanden sich Yannic Han Biao Federer, Birgit Birnbacher, Leander Fischer, Daniel Heitzler, Julia Jost, Ronya Othmann und Sarah Wipauer.
- Ingeborg-Bachmann-Preis (dotiert mit 25.000 Euro): Birgit Birnbacher
- Deutschlandfunk-Preis (gestiftet von Deutschlandradio, dotiert mit 12.500 Euro): Leander Fischer
- Kelag-Preis (dotiert mit 10.000 Euro): Julia Jost
- 3sat-Preis (dotiert mit 7.500 Euro): Yannic Han Biao Federer
- BKS-Bank-Publikumspreis (dotiert mit 7.000 Euro): Ronya Othmann
- Stadtschreiber-Stipendium der Stadt Klagenfurt (5.000 Euro; gekoppelt an den Publikumspreis): Ronya Othmann

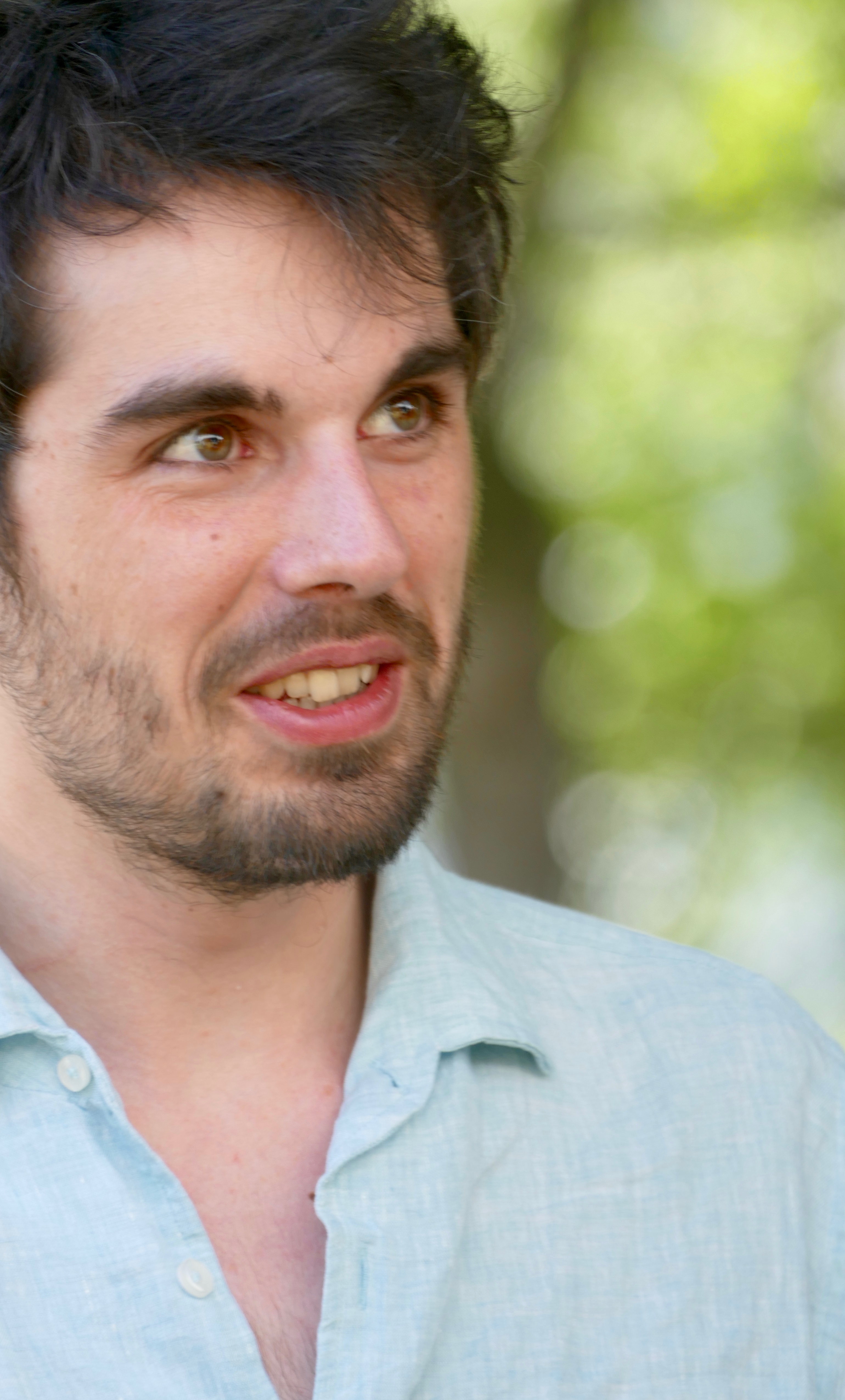
Leander Fischer, Träger des Deutschlandfunk-Preises 2019
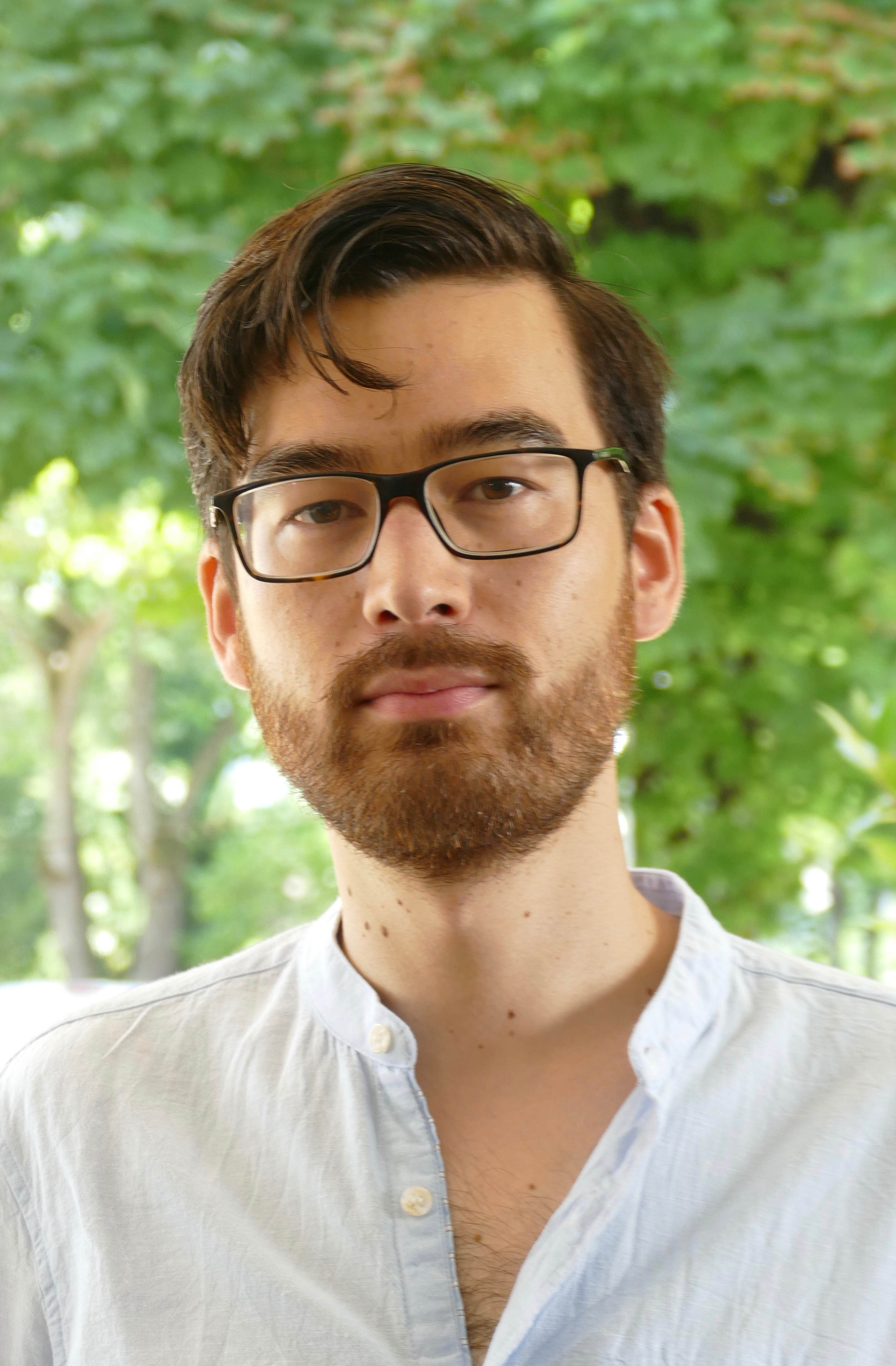
Yannic Han Biao Federer, Träger des 3sat-Preises 2019
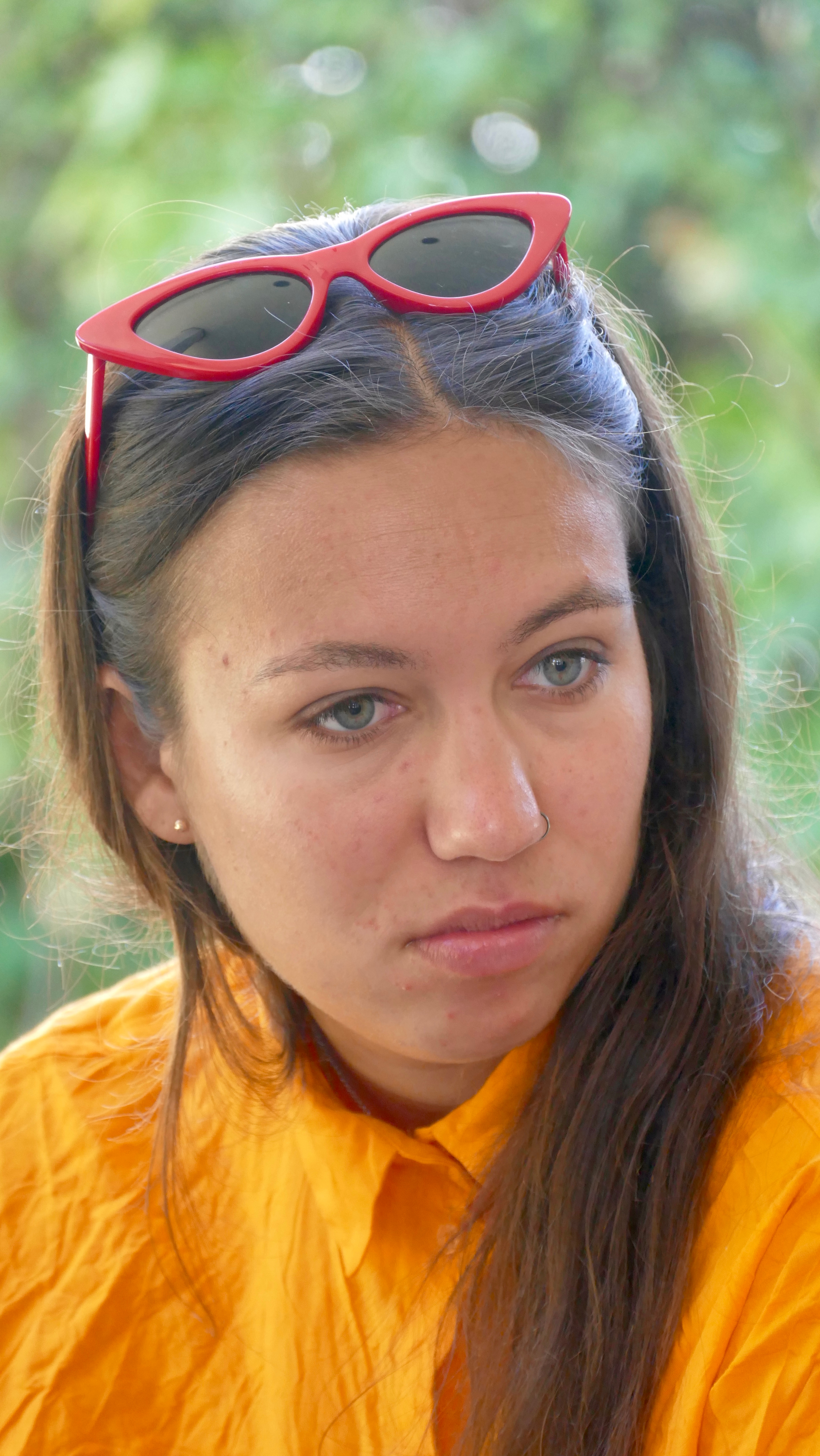
Ronya Othmann, Trägerin des BKS Bank-Publikumspreises 2019